# Le Combat de ma mère
Pour plus de détails, voir Fiche technique et Distribution.
Le Combat de ma mère (A Home of Our Own) est un film américain de Tony Bill sorti en 1993.

## Synopsis
En 1962, aus Etats-Unis. Frances Lacey élève seule ses six enfants. Licenciée, elle décide de repartir à zéro. Elle s'installe dans une petite ville de l'Idaho. Elle achète une vieille maison en échange de travaux à son propriétaire, Mr Munimura.

## Fiche technique
- Titre original : A Home of Our Own
- Titre français : Le Combat de ma mère
- Réalisation : Tony Bill
- Scénario : Patrick Sheane Duncan
- Musique : Michael Convertino
- Photographie : Jean Lépine
- Montage : Axel Hubert
- Production : Dale Pollock et Bill Borden
- Sociétés de production : A&M Films, PolyGram Filmed Entertainment
- Société de distribution : Gramercy Pictures
- Pays d'origine :  États-Unis
- Langue : Anglais
- Format : Couleur (Deluxe) - 35 mm - 1,66:1 - son Dolby stéréo
- Genre : Comédie dramatique
- Durée : 103 minutes
- Dates de sortie :
  - États-Unis : 5 novembre 1993
  - France : ?

## Distribution
- Kathy Bates : Frances Lacey
- Edward Furlong : Shayne Lacey
- Clarissa Lassig : Lynn Lacey
- Sarah Schaub : Faye Lacey
- Miles Feulner : Murray Lacey
- Amy Sakasitz : Annie Lacey
- T. J. Lowther : Craig Lacey
- Soon-Tek Oh : Mr. Munimura
- Tony Campisi : Norman